# Bundesstraße 231
Die Bundesstraße 231 (Abkürzung: B 231) ist eine Bundesstraße in Nordrhein-Westfalen. Sie führt von Oberhausen nach Essen. Die Teilstrecke zwischen der B 8 in Duisburg und der Kreuzung mit der B 223 in Oberhausen wurde mit Beginn des Jahres 2007 abgestuft.

## Verlauf
Die B 231 beginnt am Gasometer Oberhausen, wo sie mit der B 223 in Verbindung steht und führt als Essener Straße (Oberhausener Stadtgebiet), Frintroper Straße (Stadtbezirk Borbeck) und Altendorfer Straße zur Hans-Böckler-Straße im Westviertel, wo Anschluss an die B 224 besteht. Bis Ende des Jahres 2006 führte der Verlauf noch über Oberhausen-Alstaden und Duisburg-Dümpten bis Duisburg-Obermeiderich, wo Anschluss an die B 8 bestand. Dieser Abschnitt wurde abgestuft und läuft unter der Bezeichnung Landesstraße 452.

## Mitbenutzung durch Straßenbahnen
Zwischen der Kreuzung mit der B 224 in Essen und der Stadtgrenze Essen/Oberhausen verläuft die Straßenbahnstrecke Essen – Essen-Frintrop der Essener Verkehrs-AG straßenbündig auf der B 231. Sie wird in ihrer Gesamtstrecke von der Straßenbahnlinie 105 der Essener Straßenbahn sowie ab den Kreuzungen Fliegenbusch und Helenenstraße von weiteren Straßenbahnlinien befahren. Mit der geplanten Verlängerung der Linie 105, wird die Straßenbahnstrecke auf der B 231 auf Oberhausener Stadtgebiet um einige 100 Meter bis zur Kreuzung mit der Mellinghofer Straße verlängert. Dieser Weiterbau ist am 8. März 2015 durch einen Ratsbürgerentscheid vom mit 57 Prozent Nein-Stimmen ab, zunächst gestoppt worden, jedoch wurde bereits Ende November 2015 die Maßnahme der Verlängerung der Straßenbahnlinie 105 von Essen-Frintrop zum Centro von den Städten Essen und Oberhausen erneut in den ÖPNV-Bedarfsplan des Landes Nordrhein-Westfalen angemeldet, der von 2017 bis 2030 gilt, und in diesen aufgenommen. Damit ist es ab 2017 möglich, im Zeitraum bis 2030 die Straßenbahnverbindung zwischen Essen und Oberhausen zu realisieren.